# Melinda Hsu
Melinda Hsu Taylor er en amerikansk manuskriptforfatter og medproducer, der bl.a. står bag afsnit af successerien Lost. Lost er det største projekt Hsu har med i.

## Filmografi

### Manuskript
- Medium, skrevet afsnit 7, 13 og 22 (2005)
- Vanished, skrevet afsnit 9 (2006)
- Women's Murder Club, skrevet afsnit 7 og 12 (2007-2008)
- Star Wars: The Clone Wars, skrevet afsnit 26 (2009)
- Lost, skrevet afsnit 86, 95, 101 og 106 (2009-2010)

### Produktion
- Lost, producerede og medproducerede afsnit 83-103 og 105 (2009-2010)